# Egbert Hayessen
Egbert Hayessen (né le 28 décembre 1913 à Eisleben, mort le 15 août 1944 à Berlin) est un officier allemand, résistant contre le nazisme.

## Biographie
Il grandit près de Felsberg. En 1924, il vient près de Roßleben. En 1933, il obtient l'abitur à l'école de l'abbaye. Il s'engage dans l'armée au 12e régiment d'artillerie à Schwerin. Il devient major dans l'Ersatzheerdu général Friedrich Fromm. En 1943, il est auprès de Friedrich Olbricht.
Egbert Hayessen apprend de Robert Bernardis l'existence du complot du 20 juillet 1944 cinq jours avant qu'il ait lieu. Il se retourne soudainement contre le nazisme et s'implique dans le complot auprès de Paul von Hase et Wolf-Heinrich von Helldorf. Le jour du complot, Egbert Hayessen transmet à Paul von Hase l'arrestation du général Fromm. Il part ensuite pour l'occupation de la Kommandantur de Berlin, les préparatifs de celle des bâtiments des médias et enfin de l'arrestation de Joseph Goebbels.
Egbert Hayessen est condamné à mort le 15 août 1944 et pendu le jour même à la prison de Plötzensee.